# Richard Kiley
Richard Paul Kiley (31 de marzo de 1922-5 de marzo de 1999) fue un actor estadounidense de cine, teatro y televisión. Es conocido por su trabajo como narrador de varias series documentales, y por haber hecho de Don Quijote en el musical de Broadway El hombre de La Mancha (en 1965). Kiley fue el primero en cantar y grabar "The Impossible Dream", el éxito del espectáculo. En el exitoso musical Kismet (de 1953), interpretó al califa y cantó "Stranger in Paradise".

## Biografía
Kiley nació el 31 de marzo de 1922 en Chicago y fue criado como católico. Se graduó en el Mt. Carmel High School en 1939, y después de un año en la Universidad Loyola de Chicago, se fue para estudiar actuación en la Barnum Dramatic School de Chicago.  A finales de la década de 1940, actuó en teatros de verano del área de Chicago con actores como Alan Furlan. Después de su servicio en la Marina durante la Segunda Guerra Mundial, regresó a Chicago trabajando como actor y locutor de radio. Esos primeros años de la posguerra fueron una lucha para Kiley, quien, después de mudarse a Nueva York, casi abandonó el teatro para asistir a la Universidad de Syracuse y seguir una carrera en el sector forestal. Pero justo cuando estaba a punto de dejar la actuación, su oportunidad llegó en una audición para una compañía de gira de Un tranvía llamado deseo. Actuó con esa compañía de 1948 a 1950 y finalmente reemplazó a Anthony Quinn, en el papel de Stanley Kowalski.

## Trayectoria
Kiley actuó en Kismet, No Strings (el primer musical de Richard Rodgers tras la muerte de Oscar Hammerstein II, en el que Rodgers escribió la música y la letra), el medio de Buddy Hackett I Had a Ball y los papeles principales en Redhead, Man of La Mancha y la obra The Incomparable Max.
Más tarde, Kiley protagonizó la obra de televisión Patterns, que se emitió en directo el 12 de enero de 1955. Causó sensación y ganó un Emmy para su guionista, Rod Serling. Interpretó el papel de John Malcolm Patterson, futuro Fiscal General de Alabama (y más tarde Gobernador de Alabama), en la película de 1955 The Phenix City Story. Kiley también interpretó al profesor de matemáticas Joshua Edwards, cuyos discos fonográficos fueron destrozados por delincuentes en Blackboard Jungle en 1955.
El doble papel del autor de mediana edad Cervantes y su creación ficticia Quijote es uno de los pocos papeles musicales que requiere el talento tanto de un actor protagonista como de un actor de carácter. Actuó en la producción original durante más de cinco años y regresó para las reposiciones de Broadway en 1972 y 1977 diciendo que se había vuelto "muy posesivo" con el papel.
Otros trabajos en televisión incluyen su papel de comisario de policía asesino en Colombo (1974, episodio "A Friend In Deed"), su aparición como Gideon Seyetik en el episodio "Second Sight" de Star Trek: Deep Space Nine, así como papeles como invitado en Ally McBeal, Hawaii Five-O y Gunsmoke. 
La voz de barítono de Kiley le convirtió en uno de los favoritos para narrar documentales para televisión. A partir de "La tierra del tigre" en 1985, Richard Kiley narró múltiples especiales de televisión de National Geographic Video.
En Parque Jurásico, la voz de Kiley narra el recorrido en vehículo por el parque. Kiley fue presentado como narrador de la visita primero en la novela de Michael Crichton y después en la adaptación cinematográfica de Steven Spielberg, donde el propietario del parque dijo que "no reparó en gastos" al contratar a Kiley. Los visitantes del parque temático Islands of Adventure de Universal en Orlando (Florida) y de la antigua atracción de Universal Studios Hollywood escuchan a Kiley como narrador de la atracción Jurassic Park River Adventure, lo que le convierte en la única persona que aparece en el libro, la película y la atracción.
Kiley también narró la serie de televisión documental de A&E Misterios de la Biblia, de 1994 a 1998. Su último papel como actor fue en la película para televisión Blue Moon (1999), que se estrenó un mes después de su muerte.

## Fallecimiento
Kiley falleció de una enfermedad no especificada de la médula ósea en el Hospital Horton de Middletown, Nueva York, el 5 de marzo de 1999, le sobrevivieron su esposa, la bailarina Patricia Ferrier, y seis hijos de su primer matrimonio: los hijos David y Michael Kiley y las hijas Kathleen, Dorothea, Erin y Deirdre. Sus restos fueron enterrados en Warwick, Nueva York. Las luces de Broadway se apagaron en su honor.
En el momento de su muerte, Kiley fue descrito como "uno de los actores más distinguidos y versátiles del teatro" y como "un actor indispensable, el tipo de intérprete al que se le podría llamar para interpretar a reyes y plebeyos y a una diversidad de personajes intermedios". 

## Premios y reconocimientos
Kiley ganó los premios Tony al mejor actor de musical por Redhead en 1959 y Man of La Mancha en 1966. Además, ganó tres premios Emmy y dos Globos de Oro por su trabajo en televisión. Ganó un Emmy y un Globo de Oro por The Thorn Birds (como Paddy, el padre de Rachel Ward) (1983) y A Year in the Life (1986, 1987-1988). Su tercer Emmy fue el de Actor invitado en una serie dramática, por un episodio de Picket Fences, en el que tenía un papel recurrente como padre de la protagonista Jill Brock (Kathy Baker).

## Filmografía
- 1953: Pickup on South Street
- 1954: Justice
- 1955: The Phenix City Story
- 1955: Blackboard Jungle
- 1957: Spanish Affair (Aventura para dos)
- 1969: Night Gallery de Rod Serling, piloto de televisión: «The escape route».
- 1970: The Ceremony of Innocence
- 1974: The Little Prince (El principito), como el aviador.
- 1977: Looking for Mr. Goodbar
- 1981: Endless Love
- 1983: The Thorn Birds, miniserie de televisión.
- 1984: George Washington, miniserie de televisión.
- 1985: The Canterville Ghost
- 1986: Howard the Duck, voz
- 1986-1988: A Year in the Life, serie de televisión.
- 1988: My First Love, película de televisión para ABC.
- 1993: Star Trek: Deep Space Nine (estrella invitada en el episodio «Second sight).
- 1993: Parque Jurásico (voz).
- 1996: Phenomenon
- 1996: Mary & Tim, película de televisión
- 1996: The Visual Bible: Matthew (el apóstol Mateo, y narrador).
- 1997: Tigers of the Snow (televisión).
- 1998: Patch Adams
- 1998: Ally McBeal, serie de televisión, temporada 1, episodio 15: «Once in a lifetime», como Seymore Little.

## Teatro
- All My Sons, 1987
- The Heiress, 1976
- Absurd Person Singular, 1976
- Voices, 1972
- The Incomparable Max, 1971
- Her First Roman, 1968
- Man of La Mancha, 1965
- I Had a Ball, 1964
- Here's Love, 1963
- No Strings, 1962
- Advise and Consent, 1960
- Redhead, 1959
- Time Limit!, 1956
- Kismet, 1953
- Misalliance, 1953